# Comuna Bobrîk, Bilopillea
Bobrîk (în ucraineană Бобрик) este o comună în raionul Bilopillea, regiunea Sumî, Ucraina, formată din satele Bobrîk (reședința), Pișceane, Ruda și Staroziniv.

## Demografie
Componența lingvistică a comunei Bobrîk
     Ucraineană (97,89%)
     Rusă (1,54%)
     Alte limbi (0,42%)
Conform recensământului din 2001, majoritatea populației comunei Bobrîk era vorbitoare de ucraineană (97,89%), existând în minoritate și vorbitori de rusă (1,54%).